# Symplektische Einbettung
In der Mathematik sind symplektische Einbettungen ein grundlegender Begriff der symplektischen Geometrie.
Symplektische Geometrie entstand ursprünglich als die Geometrie der klassischen Hamiltonschen Mechanik, ist aber heute ein zentrales Thema der reinen Mathematik mit Verbindungen in zahlreiche andere Teilgebiete. Seit dem Quetschungssatz von Gromov liegen symplektische Einbettungen einfacher Formen wie Kugeln, Ellipsoide und Würfel im Zentrum der symplektischen Geometrie.

## Definition
Seien {\displaystyle (M,\omega _{M})} und {\displaystyle (N,\omega _{N})} zwei symplektische Mannigfaltigkeiten. Eine symplektische Einbettung ist eine glatte Einbettung
{\displaystyle i\colon M\to N},
die eine symplektische Abbildung ist, d. h.
{\displaystyle i^{*}\omega _{N}=\omega _{M}}
erfüllt. Dabei bezeichnet {\displaystyle i^{*}\omega _{N}} den Rücktransport von {\displaystyle \omega _{N}} entlang {\displaystyle i} und ist definiert als {\displaystyle i^{*}\omega _{N}(v,w):=\omega _{N}(Di(v),Di(w))}.

## (Nicht-)Beispiele
- Nach einem Satz von Gromov kann eine symplektische Mannigfaltigkeit {\displaystyle (M,\omega _{M})} genau dann in einen {\displaystyle \mathbb {R} ^{2n}} mit der Standard-symplektischen Form {\textstyle \omega _{std}=\sum _{i=1}^{n}dx_{i}\wedge dy_{i}} (für hinreichend großes {\displaystyle n}) symplektisch eingebettet werden, wenn {\displaystyle \omega _{M}} exakt ist, d. h. die triviale de-Rham-Kohomologieklasse repräsentiert.
- Der Quetschungssatz von Gromov besagt, dass die offene Einheitskugel im {\displaystyle (\mathbb {R} ^{2n},\omega _{std})} genau dann in den Zylinder {\displaystyle Z^{n}(r)=\left\{(x_{1},y_{1},\ldots ,x_{n},y_{n})\colon x_{1}^{2}+y_{1}^{2}<r^{2}\right\}} symplektisch eingebettet werden kann, wenn {\displaystyle r\geq 1} ist.
- Das Ellipsoid {\textstyle E(1,a)=\left\{(z_{1},z_{2})\in \mathbb {C} ^{2}\colon \pi \vert z_{1}\vert ^{2}+{\frac {1}{a}}\pi \vert z_{2}\vert ^{2}<1\right\}} kann genau dann in den Zylinder {\displaystyle Z^{4}(r)} symplektisch eingebettet werden, wenn {\displaystyle r\geq 1} ist.
- Es gibt eine explizite Beschreibung der Funktion {\displaystyle c_{EC}}, so dass das Ellipsoid {\displaystyle E(1,a)} genau dann in den 4-dimensionalen Würfel der Kantenlänge {\displaystyle A} symplektisch eingebettet werden kann, wenn {\displaystyle A\geq c_{cE}(a)} ist.[1]